# Deltoclita
Deltoclita es un género de arañas cangrejo de la familia Thomisidae.

## Especies
- Deltoclita bioculata Mello-Leitão, 1929
- Deltoclita rubra Mello-Leitão, 1943
- Deltoclita rubripes (Keyserling, 1880)